# Blechschmidtenhammer
Blechschmidtenhammer ist ein Gemeindeteil der Stadt Lichtenberg im Landkreis Hof (Oberfranken, Bayern). Blechschmidtenhammer liegt in der Gemarkung Lichtenberg.

## Geografie
Der Weiler liegt an der Selbitz und an der Thüringischen Muschwitz, die entlang der Grenze zu Thüringen bei Blechschmidtenhammer, als linker Zufluss in die Selbitz mündet. Die Staatsstraße 2196/L 1093 führt nach Lichtenberg (1,7 km südwestlich) bzw. nach Blankenstein (1 km nordöstlich). Die Kreisstraße HO 8 führt nach Untereichenstein (0,8 km nordöstlich). Eine Gemeindeverbindungsstraße führt nach Lichtenberg zur Staatsstraße 2196 (1,4 km südwestlich).

## Geschichte
Blechschmidtenhammer wurde 1565 in der Waldenfels’schen Urbar der Herrschaft Lichtenberg erstmals erwähnt; der Ort ist jedoch wesentlich älter. Auf dem Weg nach Blankenberg gab es bereits 1410 die Kapelle St. Bartholomäus. Sie galt 1699 als profaniert; das Gewölbe ist heute noch erhalten.
Blechschmidtenhammer gehörte zur Realgemeinde Lichtenberg. Gegen Ende des 18. Jahrhunderts bestand Blechschmidtenhammer aus einem Anwesen. Die Hochgerichtsbarkeit und die Grundherrschaft über das Hammerwerk hatte das bayreuthische Kasten- und Richteramt Lichtenberg.
Von 1797 bis 1810 unterstand Blechschmidtenhammer dem Justiz- und Kammeramt Hof. Infolge des Ersten Gemeindeedikts wurde Blechschmidtenhammer dem 1812 gebildeten Steuerdistrikt Lichtenberg und der zugleich gebildeten Munizipalgemeinde Lichtenberg zugewiesen.

### Baudenkmäler
- Haus Nr. 1: Ehemaliges Stationsgebäude der Höllentalbahn[9]

### Einwohnerentwicklung
| Jahr      | 1799   | 1819   | 1861   | 1871   | 1885   | 1900   | 1925   | 1950   | 1961   | 1970   | 1987  |
| Einwohner | 8      | *      | 22     | 17     | 23     | 32     | 55     | 82     | 33     | 27     | 15    |
| Häuser    | 1      |        |        |        | 3      | 3      | 6      | 7      | 6      |        | 6     |
| Quelle    | [ 11 ] | [ 12 ] | [ 13 ] | [ 14 ] | [ 15 ] | [ 16 ] | [ 17 ] | [ 18 ] | [ 19 ] | [ 20 ] | [ 1 ] |

## Religion
Blechschmidtenhammer ist seit der Reformation evangelisch-lutherisch geprägt und bis heute nach St. Johannes (Lichtenberg) gepfarrt.